# 楊可芳
楊可芳（?—?），清朝政治人物。
康熙19年（1680年），擔任清朝遵义府婺川縣知縣。后由周榮接任。